# Omphalotropis ochthogyra
Omphalotropis ochthogyra é uma espécie de gastrópode  da família Assimineidae.
É endémica de Guam.